# Sauveterre-de-Guyenne
Sauveterre-de-Guyenne är en kommun i departementet Gironde i regionen Nouvelle-Aquitaine i sydvästra Frankrike. Kommunen ligger i kantonen Sauveterre-de-Guyenne som tillhör arrondissementet Langon. År 2022 hade Sauveterre-de-Guyenne 1 874 invånare.

## Befolkningsutveckling
Antalet invånare i kommunen Sauveterre-de-Guyenne
Referens:INSEE